# Адоніс (поет)

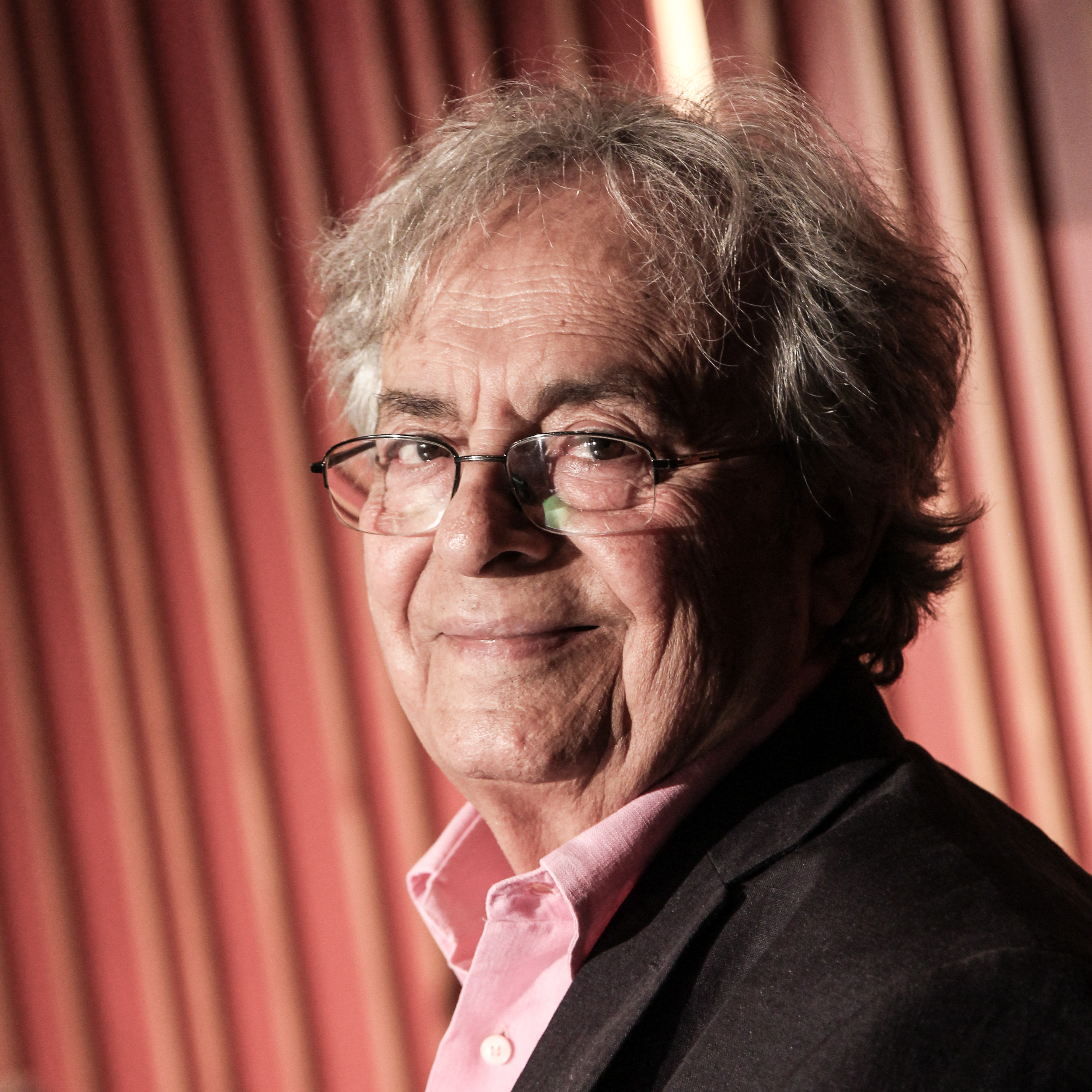
Адоніс

Алі Ахмад Саїд Есбер (араб. علي أحمد سعيد إسبر, нар. 1 січня 1930 в Аль-Кассабіні), відомий під псевдонімом Адоніс (араб. أدونيس) — сирійський поет, есеїст і перекладач, якого вважають одним із найбільш впливових арабських поетів сучасності. Він очолив модерністську революцію в арабській поезії в другій половині 20 століття.
Його творчий доробок складає 20 томів поезії і 13 томів критики. Серед перекладів на арабську мову поезія Сен-Жона Перса та Іва Бонфуа, а також перший повний переклад на арабську Метаморфоз Овідія (2002). Його багатотомна антологія арабської поезії (Диван аш-шир аль-арабі), що включає вірші, написані впродовж майже двох тисяч років, почала виходити друком 1964 року.
Багатолітній претендент на Нобелівську премію з літератури. Адоніса називають найбільшим сучасним поетом арабського світу.